# Ardennais Roux
L'Ardennais Roux est une race de mouton belge.
De race rustique, il s’adapte aux terrains peu productifs et il est parfois utilisé pour l'entretien de réserves naturelles. Il est robuste ne craint ni le froid ni les intempéries. Dans les Ardennes, il passe l’hiver dehors. Il souffre peu du piétin.
Les brebis agnellent seules et sans difficulté.

## Description
Ce mouton a une tête fine et découverte, de couleur brune. Son corps est long et brun ainsi que ses fines pattes aux sabots brun-noir. Sa toison semi-fermée allant de la base des oreilles à quelques centimètre du jarret est de couleur beige-roussâtre.
Il a une longue queue très laineuse. Sa viande est d'excellente qualité, fine, maigre et goûteuse.
L’agneau est complètement roux. Sa laine s’éclaircit au cours de la croissance pour devenir beige-roussâtre.